# Jack Abramoff

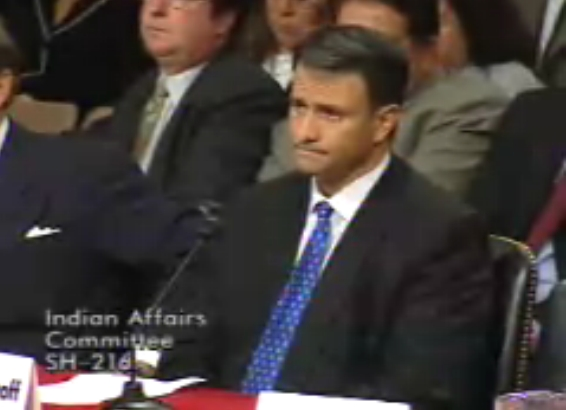
Abramoff tijdens een hoorzitting van de United States Senate Committee on Indian Affairs op 29 September 2004.

Jack A. Abramoff (Atlantic City, New Jersey, 28 februari 1958) is een Amerikaans advocaat en lobbyist.
Abramoff is als verdachte betrokken geweest bij drie politieke schandalen in de Verenigde Staten. Zo was hij verdachte inzake een smeergeldschandaal waarbij hij gokrechten voor Indianen regelde (in sommige staten van de VS is gokken alleen in Indianenreservaten toegestaan). Op 3 januari 2005 bekende hij schuld in dit Indianen-gokschandaal volgens een zogenoemde plea bargain. Hierbij krijgt de verdachte strafvermindering als hij bekent en meewerkt in het proces. Tevens was hij verdachte in een soortgelijke zaak op Guam. Ten slotte is hij ook verdachte in een bankfraudezaak in Fort Lauderdale, Florida. Mogelijk is Abramoff ook bij andere zaken betrokken, maar vooralsnog is hij hiervoor niet aangeklaagd.
Abramoff had als lobbyist veel contacten met belangrijke Amerikaanse politici. Tom DeLay, de voormalige leider van de Republikeinen in het Huis van Afgevaardigden noemde hem ooit een van zijn "beste en meest dierbare vrienden".

## Verfilming
In 2009 verscheen de film Casino Jack over de schandalen rond Abramoff. Hij wordt hierin gespeeld door Kevin Spacey.